# Severiano de Gabala
Severiano de Gabala (* antes de 380; † depois de 408?), bispo da cidade síria de Gabala, foi um pregador popular em Constantinopla no final do século IV d.C. Ele se tornou um dos inimigos de João Crisóstomo e ajudou a condená-lo no Sínodo do Carvalho.

## Vida e obras
Detalhes de sua vida são escassos e estão preservados principalmente em Sócrates Escolástico e Sozomeno. Há uma breve descrição de sua vida na obra de Genádio de Massília (De Viris Illustribus). Elas nos contam que ele veio à Constantinopla por volta de 398 ou 399. Ele pregava em um forte sotaque sírio e se tornou um dos favoritos da imperatriz Élia Eudóxia (r. 395–408). Ele era inicialmente um amigo de Crisóstomo, mas foi insultado pelos funcionários dele. Quando ele os defendeu, se tornaram inimigos. Quasten o descreve como "cheio de ódio" para com os judeus e os héreges.
Cerca de trinta de seus sermões ainda existem. Uma dúzia foram preservados em grego nas obras de seu inimigo Crisóstomo e outros existem em siríaco, copta e árabe. Um grupo de seus sermões foi publicado em 1827 em armênio por J. B. Aucher. Quase nenhum foi publicado em edição crítica e alguns permanecem inéditos, com a lista total quase certamente incompleta. Detalhes de suas obras podem ser encontrados na Clavis Patrum Graecorum (# 4185-4295). Muitos foram também publicados na Patrologia Graeca de Migne (# 65).
Severiano pertencia à Escola de Antioquia de exegese e suas interpretações eram por vezes muito literais. Ele é notório por seus seis sermões sobre a Criação, nos quais ele expressa pontos de vista "absurdamente literais", incluindo seu apoio à tese da Terra plana.
Se "Discurso sobre os selos" discorre sobre o cânon das escrituras.